# 弗里德里希·吕克特
弗里德里希·吕克特（德語：Friedrich Rückert，1788年5月16日—1866年1月31日）是德国诗人、翻译家和东方语言学教授。

## 生平
吕克特出生于施韦因富特，是一名律师的长子。他在当地的文理中学以及维尔茨堡大学和海德堡大学接受教育。从1816年到1817年，他在斯图加特的《晨报（Morgenblatt）》的编辑部工作。 1818年几乎一整年他都在罗马度过，之后他在科堡住了几年（1820-1826年）。1821年，吕克特在那里与Luise Wiethaus-Fischer结婚。  :1131826年，他被任命为埃尔兰根大学的东方语言教授，并于1841年在柏林担任类似职位，并被任命为枢密院议员。 1849年，他辞去了柏林的教职，一直住在他位于Neuseß（现在是科堡的一部分）的庄园。 
吕克特掌握44种语言，以翻译东方诗歌，并以东方精神写作诗歌而闻名。
吕克特的诗歌给作曲家带来了强大的灵感，他大约有121首作品被谱曲——在这方面仅次于歌德、海涅和里尔克。将他的诗歌改编成音乐的作曲家包括舒伯特、罗伯特·舒曼、克拉拉·舒曼、勃拉姆斯、约瑟夫·赖因贝格尔、马勒（声乐套曲《悼亡兒之歌》、《吕克特之歌》）、马克斯·布鲁赫、马克斯·雷格、理查德·施特劳斯、亚历山大·冯·策姆林斯基、保羅·欣德米特、巴托克、阿尔班·贝尔格、胡戈·沃尔夫。
吕克特于1866年在科堡附近的Neuses去世 ，并安葬在那里的墓地。  :113